# Alfons II. d'Este
Alfons II. d'Este (24. listopadu 1533 Ferrara – 27. října 1597 Ferrara) byl vévodou ferrarským a modenským v letech 1559 až 1597. Byl příslušníkem rodu Este.

## Život
Byl nejstarším synem Herkula II. d'Este a Renaty Francouzské, dcery Ludvíka XII. Francouzského a Anny Bretaňské a byl pátým a posledním vévodou Ferrary.
V mládí bojoval ve službách Jindřicha II. Francouzského proti Habsburkům. Brzy po jeho nástupu na trůn byl papežem Piem IV. donucen poslat svou matku zpátky do Francie kvůli jejímu kalvínskému vyznání. Za jeho vlády v roce 1570 postihla Ferraru série silných zemětřesení. V roce 1583 se spojil s císařem Rudolfem II. ve válce proti Turkům v Uhrách.
V průběhu padesátých let 16. století projevoval Alfons zvýšený zájem o pěvce kastráty. Tato skutečnost, společně s bezdětností, přiměla některé historiky ke spekulacím o vévodově sexuální orientaci.  

## Manželství
Oženil se celkem třikrát:
- 3. července 1558 se Alfons oženil se svou první manželkou Lucrezii Medicejskou (14. února 1545 – 21. dubna 1561), dcerou toskánského velkovévody Kosmy I. Medicejského a Eleonory Toledské. Lukrécie o dva roky později zemřela. Vzniklo podezření, že ji otrávil sám vévoda. Zemřela v pouhých 16 letech.[3]
- 5. prosince 1565 se Alfons oženil se svou druhou manželkou Barborou Habsburskou (30. dubna 1539 – 19. září 1572), osmou dcerou císaře Svaté říše římské Ferdinanda I. a Anny Jagellonské. Roku 1572 zemřela Barbora na tuberkulózu.
- 24. února 1579 se Alfons oženil se svou třetí a poslední manželkou Markétou Gonzaga (27. května 1564 – 6. ledna 1618), nejstarší dcerou mantovského vévody Viléma I. a Eleonory Habsburské. Markéta byla neteří jeho druhé manželky Barbory.

Neměl žádné děti, ať už legitimní či nikoli.

## Následnictví
S Alfonsem II. vymřela v roce 1597 hlavní linie rodu Este. Císař Rudolf II. uznal jako jeho dědice Alfonsova bratrance Caesara d'Este z vedlejší rodové větve. Ten nadále vládl v Modenském vévodství, které bylo součástí Svaté říše římské. Jako vévodu z Este a dědice Alfonse II. jej však uznal pouze císař, papež nikoli. V roce 1598 proto bylo papežem Klementem VIII. Ferrarské vévodství začleněno do Papežského státu. Po Alfonsově smrti musel Caesar d'Este a jeho rodina opustit město a vláda byla předána do rukou papežského legáta.

## Patron umění a věd
Za vlády Alfonse II. dosáhla Ferrara své největší slávy. Alfons byl mimo jiné patronem Torquata Tassa, Giovanniho Battisty Guariniho a Caesara Cremoniniho. Po vzoru svých předků upřednostňoval umění a vědy. Kromě mateřské italštiny ovládal také latinu a francouzštinu. Jeho dvorním varhaníkem byl Luzzasco Luzzaschi.
Navíc sponzoroval Concerto delle donne, hudební skupinu, která byla kopírována po celé Itálii. Také obnovil hrad Estenských ve Ferraře, poškozený zemětřesením v roce 1570.
Tyto jeho výdaje však vyprázdnily vévodskou pokladnici.

## Zajímavost
Vévoda Alfons II. inspiroval Roberta Browninga ke složení básně Má poslední vévodkyně.

## Vývod z předků
|                     |                                         |  |                 |                              |  |  |  |  |  |  |  | Niccolò III. d'Este |
|                     |                                         |  |                 |                              |  |  |  |  |  |  |  |                     |
|                     | Ercole I. d'Este, vévoda z Ferrary      |  |                 |                              |  |  |  |  |  |  |  |                     |
|                     |                                         |  |                 |                              |  |  |  |  |  |  |  |                     |
|                     |                                         |  |                 | Ricciarda da Saluzzo         |  |  |  |  |  |  |  |                     |
|                     |                                         |  |                 |                              |  |  |  |  |  |  |  |                     |
|                     | Alfonso I. d'Este                       |  |                 |                              |  |  |  |  |  |  |  |                     |
|                     |                                         |  |                 |                              |  |  |  |  |  |  |  |                     |
|                     |                                         |  |                 | Ferdinand I. Neapolský       |  |  |  |  |  |  |  |                     |
|                     |                                         |  |                 |                              |  |  |  |  |  |  |  |                     |
|                     | Eleonora Neapolská, vévodkyně z Ferrary |  |                 |                              |  |  |  |  |  |  |  |                     |
|                     |                                         |  |                 |                              |  |  |  |  |  |  |  |                     |
|                     |                                         |  |                 | Isabella Tarantská           |  |  |  |  |  |  |  |                     |
|                     |                                         |  |                 |                              |  |  |  |  |  |  |  |                     |
|                     | Ercole II. d'Este, vévoda z Ferrary     |  |                 |                              |  |  |  |  |  |  |  |                     |
|                     |                                         |  |                 |                              |  |  |  |  |  |  |  |                     |
|                     |                                         |  |                 | Jofré Llançol i Escrivà      |  |  |  |  |  |  |  |                     |
|                     |                                         |  |                 |                              |  |  |  |  |  |  |  |                     |
|                     | Alexandr VI.                            |  |                 |                              |  |  |  |  |  |  |  |                     |
|                     |                                         |  |                 |                              |  |  |  |  |  |  |  |                     |
|                     |                                         |  |                 | Isabel de Borja y Cavanilles |  |  |  |  |  |  |  |                     |
|                     |                                         |  |                 |                              |  |  |  |  |  |  |  |                     |
|                     | Lucrezia Borgia                         |  |                 |                              |  |  |  |  |  |  |  |                     |
|                     |                                         |  |                 |                              |  |  |  |  |  |  |  |                     |
|                     |                                         |  |                 | Jacopo Pinctoris             |  |  |  |  |  |  |  |                     |
|                     |                                         |  |                 |                              |  |  |  |  |  |  |  |                     |
|                     | Vannozza dei Cattanei                   |  |                 |                              |  |  |  |  |  |  |  |                     |
|                     |                                         |  |                 |                              |  |  |  |  |  |  |  |                     |
|                     |                                         |  |                 | Mencia                       |  |  |  |  |  |  |  |                     |
|                     |                                         |  |                 |                              |  |  |  |  |  |  |  |                     |
| Alfons II. Estenský |                                         |  |                 |                              |  |  |  |  |  |  |  |                     |
|                     |                                         |  |                 |                              |  |  |  |  |  |  |  |                     |
|                     |                                         |  | Ludvík z Valois |                              |  |  |  |  |  |  |  |                     |
|                     |                                         |  |                 |                              |  |  |  |  |  |  |  |                     |
|                     | Karel Orleánský                         |  |                 |                              |  |  |  |  |  |  |  |                     |
|                     |                                         |  |                 |                              |  |  |  |  |  |  |  |                     |
|                     |                                         |  |                 | Valentina Visconti           |  |  |  |  |  |  |  |                     |
|                     |                                         |  |                 |                              |  |  |  |  |  |  |  |                     |
|                     | Ludvík XII. Francouzský                 |  |                 |                              |  |  |  |  |  |  |  |                     |
|                     |                                         |  |                 |                              |  |  |  |  |  |  |  |                     |
|                     |                                         |  |                 | Adolf I. Klevský             |  |  |  |  |  |  |  |                     |
|                     |                                         |  |                 |                              |  |  |  |  |  |  |  |                     |
|                     | Marie Klevská                           |  |                 |                              |  |  |  |  |  |  |  |                     |
|                     |                                         |  |                 |                              |  |  |  |  |  |  |  |                     |
|                     |                                         |  |                 | Marie Burgundská             |  |  |  |  |  |  |  |                     |
|                     |                                         |  |                 |                              |  |  |  |  |  |  |  |                     |
|                     | Renata Francouzská                      |  |                 |                              |  |  |  |  |  |  |  |                     |
|                     |                                         |  |                 |                              |  |  |  |  |  |  |  |                     |
|                     |                                         |  |                 | Richard Bretaňský            |  |  |  |  |  |  |  |                     |
|                     |                                         |  |                 |                              |  |  |  |  |  |  |  |                     |
|                     | Francis II                              |  |                 |                              |  |  |  |  |  |  |  |                     |
|                     |                                         |  |                 |                              |  |  |  |  |  |  |  |                     |
|                     |                                         |  |                 | Markéta Orleánská            |  |  |  |  |  |  |  |                     |
|                     |                                         |  |                 |                              |  |  |  |  |  |  |  |                     |
|                     | Anna Bretaňská                          |  |                 |                              |  |  |  |  |  |  |  |                     |
|                     |                                         |  |                 |                              |  |  |  |  |  |  |  |                     |
|                     |                                         |  |                 | Gaston IV z Foix             |  |  |  |  |  |  |  |                     |
|                     |                                         |  |                 |                              |  |  |  |  |  |  |  |                     |
|                     | Markéta z Foix                          |  |                 |                              |  |  |  |  |  |  |  |                     |
|                     |                                         |  |                 |                              |  |  |  |  |  |  |  |                     |
|                     |                                         |  |                 | Eleonora I. Navarrská        |  |  |  |  |  |  |  |                     |
|                     |                                         |  |                 |                              |  |  |  |  |  |  |  |                     |